# Gare de Genech
La gare de Genech est une gare ferroviaire française de la ligne de Somain à Halluin, située sur le territoire de la commune de Genech, dans le département du Nord en région Hauts-de-France. 
Elle est mise en service en 1878 par la Compagnie des chemins de fer du Nord. C'est une halte voyageurs de la Société nationale des chemins de fer français (SNCF), desservie par des trains TER Nord-Pas-de-Calais.

## Situation ferroviaire
Établie à 46 mètres d'altitude, la gare de Genech est située au point kilométrique (PK) 252,8 de la ligne de Somain à Halluin, entre les gares ouvertes d'Orchies et de Cobrieux, s'intercalait la gare fermée de Nomain-Ouvignies.

## Histoire

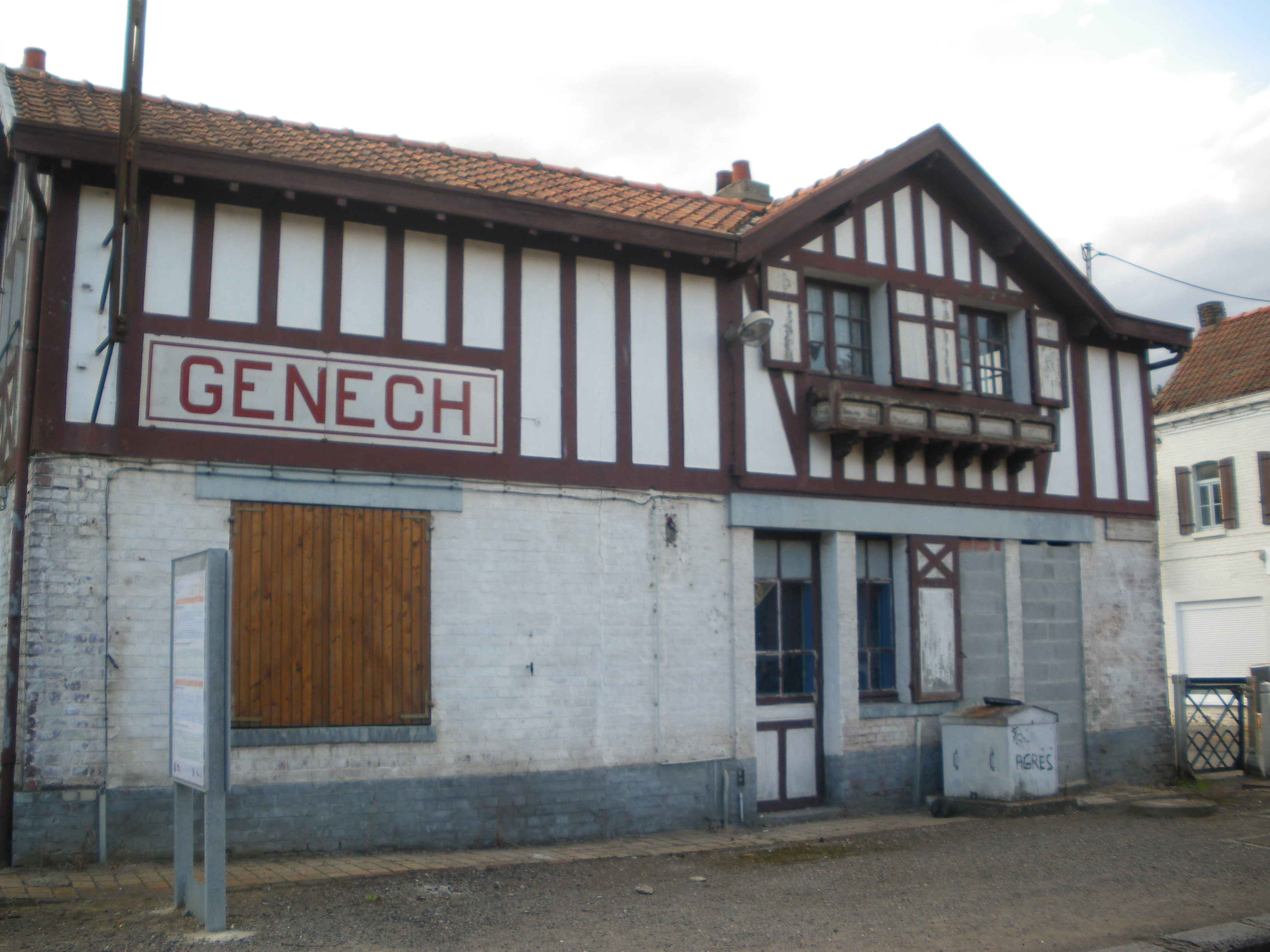
Vue de l'ancienne gare de Genech.

Dans les années 1860 les élus locaux, notamment Jean-Baptiste Delezenne maire de Genech, se mobilisèrent pour obtenir une modification du tracé d'un projet de ligne de Tourcoing à Somain afin que le chemin de fer desserve leurs communes et permettent aux habitants de pouvoir bénéficier des embauches des centres économiques de Lille, Roubaix et Tourcoing. C'est en 1872 que le tracé définitif passant par Genech est décidé. La section de ligne d'Orchies à Tourcoing est mise en service et inaugurée le 15 mai 1878. Cette arrivée du chemin de fer va permettre le développement du quartier de la gare.
Dans les années 1950 il y avait trois trains qui emmenaient ou ramenaient les ouvriers le matin et le soir. Le midi un train mixte décrochait un wagon de marchandises à décharger.

## Service des voyageurs

### Accueil
Halte SNCF, c'est un point d'arrêt non géré (PANG) à entrée libre. 

### Desserte
Genech est desservie par des trains TER Nord-Pas-de-Calais qui effectuent des missions entre les gares d'Orchies et d'Ascq ou de Lille-Flandres.
Cependant, cette exploitation a cessé en 2015, et devrait reprendre en 2018 après des travaux de régénération de la voie ferrée.

### Intermodalité
Un parking est aménagé.